# Tiger Flowers
Pour les articles homonymes, voir Flowers.
Tiger Flowers est un boxeur américain né le 5 août 1895 à Camilla (Géorgie), et mort le 16 novembre 1927 à New York.

## Carrière
Passé professionnel en 1918, il devient champion du monde des poids moyens le 26 février 1926 en battant aux points Harry Greb, conserve son titre lors du combat revanche le 19 août mais s'incline le 3 décembre 1926 face à Mickey Walker (défaite aux points en 10 rounds). Il met un terme à sa carrière en 1927 sur un bilan de 136 victoires, 15 défaites et 8 matchs nuls.

## Distinction
- Tiger Flowers est membre de l'International Boxing Hall of Fame depuis 1993.